# Xã Blue Mountain, Quận Logan, Arkansas
Xã Blue Mountain (tiếng Anh: Blue Mountain Township) là một xã thuộc quận Logan, tiểu bang Arkansas, Hoa Kỳ. Năm 2010, dân số của xã này là 173 người.